# 韁繩

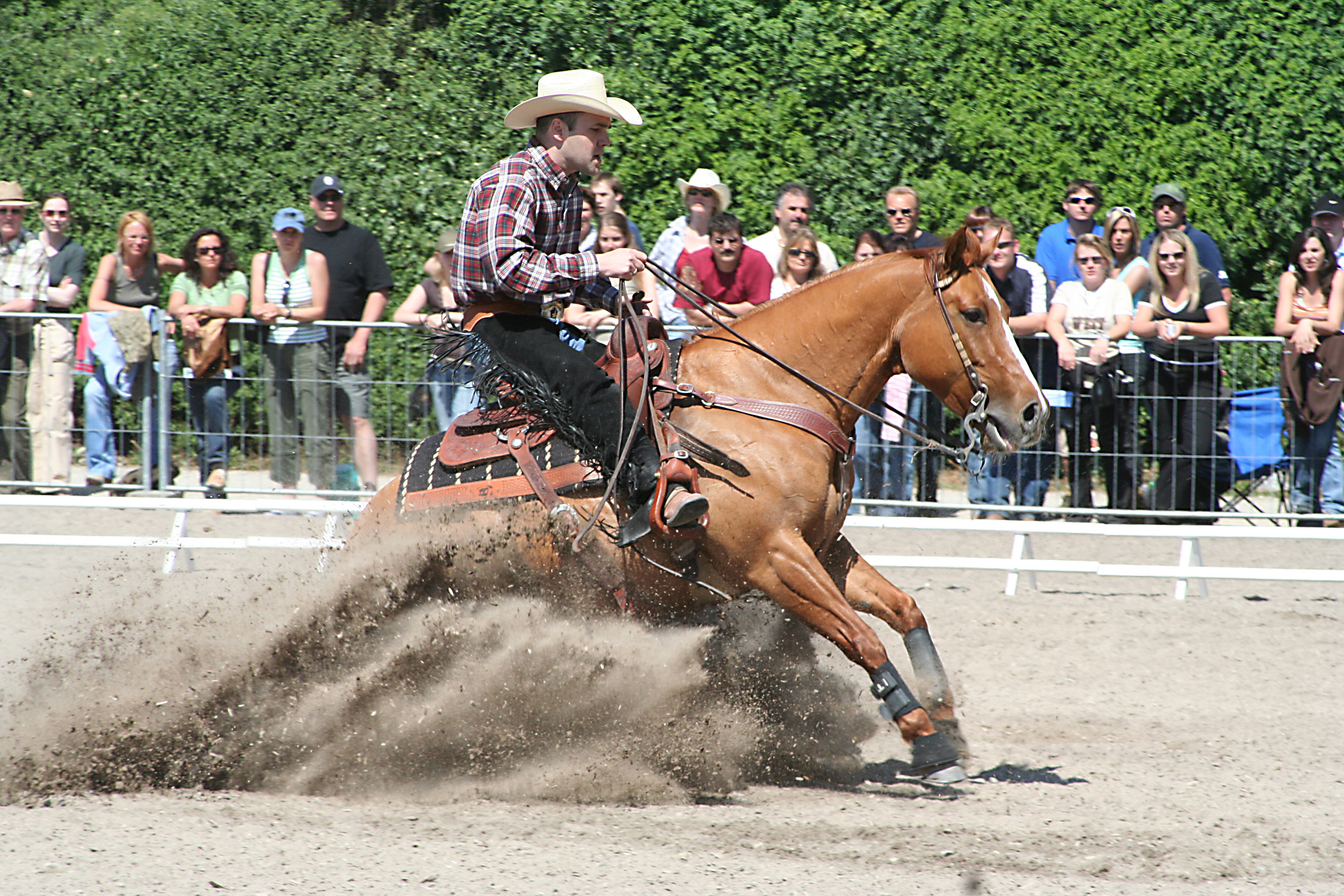
缰绳用于控制动物

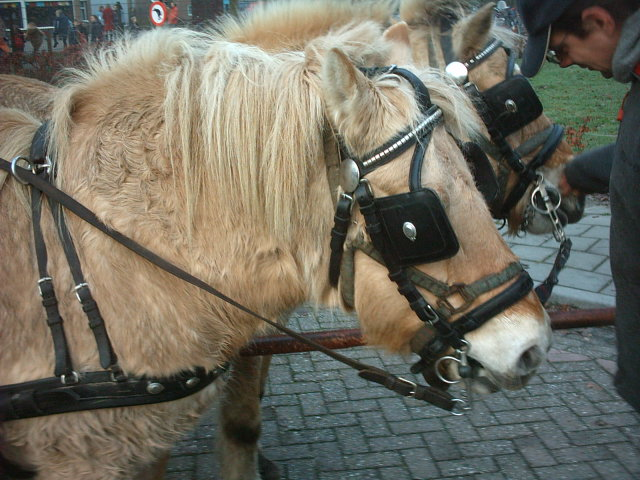
馬的缰绳

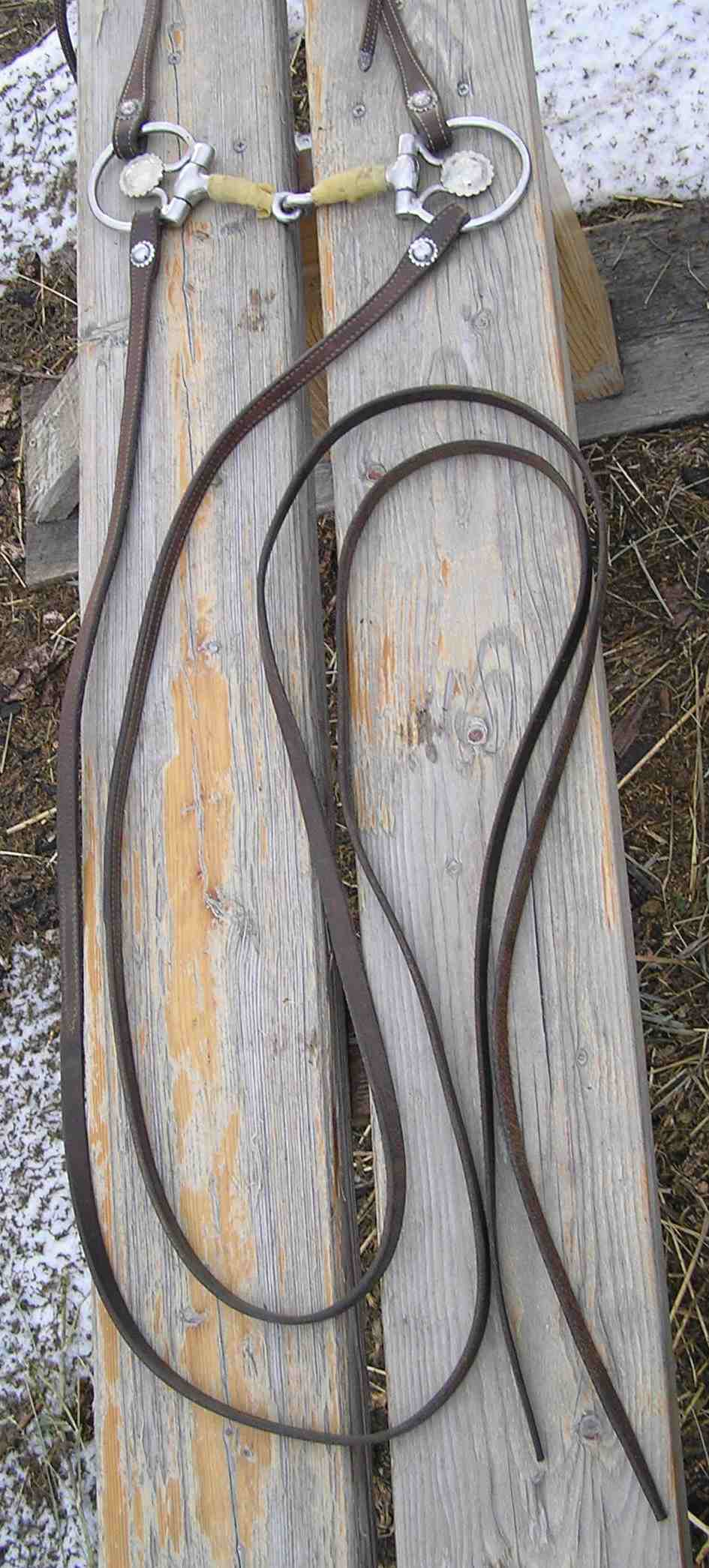
韁繩

缰绳是一种马具，用于指挥马或其他可以騎乘的動物。韁繩是一個长长的繩子，可以由皮革、尼龙、金属或其他材料制成，并通过马衔或鼻带连接到马辔。 